# Luftlagemeldung
Die Luftlagemeldung war eine Rundfunk- und Drahtfunkmeldung in der Hochphase des Luftkrieges im Dritten Reich.

Bereich der deutschen Luftabwehr (1944)

Während der Hochphase des Luftkrieges über dem Deutschen Reich wurde beim Beginn und während des Angriffes feindlicher Bomberverbände über den Rundfunk und später über den Drahtfunk laufend der Bevölkerung über den Stand der Kämpfe Meldung gegeben. Im Allgemeinen wurden beim Hinflug der alliierten Bomberverbände die Rundfunkhörer darüber in Kenntnis gesetzt, dass der Sender nun vorübergehend den Sendebetrieb über Funk einstelle (feindliche Verbände konnten die Funkwellen als Orientierung gebrauchen), und sie wurden dazu aufgefordert, den Drahtfunk einzuschalten. Die Nutzung des Drahtfunks zu diesem Zweck erfolgte zuerst bei den Luftangriffen auf Hannover und Münster (10. Oktober 1943). Die Weisung dazu kam von Hermann Göring persönlich, der dabei von der „Erhaltung der Abwehrkräfte der Bevölkerung“ schrieb. Eine weitere technische Möglichkeit war der sogenannte „Kuckucksruf“ in dem Rundfunkprogramm, durch den die Hörer darauf hingewiesen wurden, dass im Drahtfunk wichtige Meldungen zur Luftlage zu erwarten waren. Der Sicherheitsdienst des Reichsführers SS meldete am 11. Mai 1944, dass die „seit einiger Zeit über den großdeutschen Rundfunk gegebenen Luftlagemeldungen und die örtlichen Drahtfunkberichte über die Luftlage von der Bevölkerung grundsätzlich und allgemein sehr begrüßt würden … die Volksgenossen möchten, ganz gleich, ob sie sich darüber aufregen oder nicht, die Luftlagemeldungen auf keinen Fall mehr missen.“ Darauf reagierte auch die Reichskanzlei. Am 16. Juni 1944 legte Martin Bormann in der Anordnung 133/44 fest, dass der „Drahtfunk und die Luftlagesender der Gaue in erster Line der Aufklärung der Bevölkerung über  Fliegerangriffe und zur Lenkung der Selbstschutzkräfte in Luftkriegsgebieten“ dienen. Ab Luftgefahr 25 stünde der Drahtfunk zur Durchsage von Luftlagemeldungen zur Verfügung. Zwischen den Luftlagemeldungen dürften nur Pausenzeichen gegeben werden. Nur bei besonderen Notständen dürften auch die Gauleiter über den Drahtfunk Anweisungen für Partei und Bevölkerungen darüber absetzen." Die Übersichtskarte für Luftlagemeldungen war eine Hilfestellung für das Abhören der Rundfunk- und Drahtfunkmeldungen in der Hochphase des Luftkrieges im Dritten Reich. Sie wurden auf Befehl der Gauleitung ab Mitte 1944 in der örtlichen Tagespresse veröffentlicht, meist mit der Aufforderung, diese in der Wohnung oder im Luftschutzraum aufzuhängen.